# Humanitární pomoc
Humanitární pomoc je materiální a logistická pomoc obvykle krátkodobá lidem v nouzi. Mezi lidmi v nouzi jsou bezdomovci, uprchlíci a oběti přírodních katastrof, válek a hladomorů. Hlavním cílem humanitární pomoci je zachraňovat životy, zmírňovat utrpení a zachovat lidskou důstojnost.
Humanitární pomoc se vztahuje na poskytování okamžité, krátkodobé pomoci v krizových situacích, jako jsou potraviny, voda, přístřeší a lékařská péče. Humanitární pomoc na druhou stranu zahrnuje širší škálu aktivit, včetně dlouhodobé podpory obnovy, rehabilitace a budování kapacit. Humanitární pomoc se liší od rozvojové pomoci, která se snaží řešit základní socioekonomické faktory.
Humanitární pomoc může pocházet od místních nebo mezinárodních komunit prostřednictvím mezinárodních nevládních organizací (INGO). Při oslovování mezinárodních komunit je za koordinaci reakcí na mimořádné události zodpovědný Úřad pro koordinaci humanitárních záležitostí (OCHA) Organizace spojených národů. Spolupracuje s různými členy Meziagenturního stálého výboru, jehož členové jsou zodpovědní za poskytování mimořádné pomoci. Čtyři subjekty OSN, které hrají primární roli v poskytování humanitární pomoci, jsou Rozvojový program OSN (UNDP), Úřad Vysokého komisaře OSN pro uprchlíky (UNHCR), Dětský fond OSN (UNICEF) a Světový potravinový program (WFP).
Základními cíli této pomoci je:
- záchrana lidských životů
- zajištění základních lidských potřeb (voda, jídlo)
- poskytnutí základní hygienické a zdravotnické péče

Od rozvojové pomoci se liší především krátkodobostí a řešením pouze bezprostředních rizik. Na humanitární pomoc se specializují různé humanitární organizace.

## Potravinová pomoc
Potravinová pomoc je druh pomoci, při níž se potraviny poskytují zemím, které naléhavě potřebují zásoby potravin, zejména pokud právě zažily přírodní katastrofu. Potravinová pomoc může být poskytována dovozem potravin od dárce, nákupem potravin v místě nebo poskytnutím hotovosti. Dopady jakýchkoli změn cen potravin vyvolaných potravinovou pomocí na blahobyt jsou rozhodně smíšené, což podtrhuje skutečnost, že je nemožné generovat pouze pozitivní zamýšlené účinky z mezinárodního programu pomoci. Ačkoli potravinová pomoc tvoří významnou součást humanitární pomoci, důkazy také naznačují, že může v přijímajících zemích vyvolat nebo zesílit násilné konflikty.

## Lékařská pomoc
Existují různé druhy humanitární lékařské pomoci, včetně: poskytování zdravotnického materiálu a vybavení; vysílání odborníků do postižené oblasti; a dlouhodobého školení místního zdravotnického personálu. Taková pomoc se objevila, když mezinárodní organizace zasáhly, aby reagovaly na potřebu národních vlád po globální podpoře a partnerství při řešení přírodních katastrof, válek a dalších krizí, které mají dopad na zdraví lidí. Organizace poskytující humanitární pomoc se často střetávala s přístupem vlády k rozvíjejícímu se domácímu konfliktu. V takových případech organizace poskytující humanitární pomoc usilovaly o autonomii, aby mohly poskytovat pomoc bez ohledu na politickou nebo etnickou příslušnost.